# Fernando González
Fernando Francisco González Ciuffardi (Santiago del Cile, 29 luglio 1980) è un allenatore di tennis ed ex tennista cileno.
Soprannominato "El Bombardero de La Reina" o anche "Mano de Piedra" per i suoi colpi potenti, sebbene sia giunto ad alti livelli solo a 26 anni, González è stato un tennista abbastanza completo, dotato di un buon diritto da fondo sia in lungolinea sia anomalo, un buon servizio ed una discreta sensibilità nel gioco di volo. Adatto in maniera particolare alle superfici sintetiche e particolarmente veloci.
È stato uno dei migliori atleti cileni di sempre, tanto da essere l'unico sportivo del suo paese ad essersi aggiudicato per tre volte (2004, 2007 e 2008) il "Cóndor de oro", premio assegnato dal Círculo de Periodistas Deportivos de Chile a partire dal 1949.

## Biografia

### Vita sportiva
Alle Olimpiadi di Atene 2004 ha vinto la medaglia d'oro nel doppio maschile assieme a Nicolás Massú e la medaglia di bronzo nel singolo maschile.
Nel 2005 s'e aggiudicato i titoli di Auckland battendo il belga Olivier Rochus, di Amersfoort battendo l'argentino Agustín Calleri e di Basilea superando in quattro set il cipriota Marcos Baghdatis. Vanta anche un titolo a Palermo nel 2002.
Nel 2005 ha partecipato alla Masters Cup di Shanghai per sostituire Andre Agassi dopo una partita. Nel match decisivo del primo turno contro l'argentino Gastón Gaudio sprecò tre match point e perse al terzo set. In quell'occasione fu il primo cileno a presentarsi al torneo di fine anno dopo Marcelo Ríos.
Nel 2006 González, dopo esser arrivato ai quarti di finale nel torneo masters di Montecarlo, ha raggiunto la decima posizione nella classifica ATP, diventando il terzo cileno nella storia del tennis, dopo Ríos e Massù, a raggiungere i top ten. In seguito ha compiuto ulteriori progressi, specialmente nelle superfici veloci, giungendo alla finale del torneo masters di Madrid (indoor), persa poi contro Roger Federer.
Nel 2007 ha raggiunto la finale degli Australian Open, diventando il primo tennista cileno ad aver raggiunto i quarti di finale in tutti e quattro i tornei dello Slam. Il cileno è però stato sconfitto dal favorito Roger Federer in tre set (7–6(2) 6-4 6-4). A Roma, dopo aver fermato in semifinale la corsa di Filippo Volandri (giustiziere di Federer al terzo turno), è arrivato in finale ma è stato duramente battuto da Nadal (6-2 6-2). Dopo alcuni risultati negativi sull'erba ed agli US Open, il 16 settembre ha vinto il titolo di Pechino, battendo in finale lo spagnolo Tommy Robredo.
Nel corso della sua carriera González ha battuto (quasi) tutti i più quotati tennisti del momento, come Pete Sampras, Andre Agassi, Andy Roddick, Lleyton Hewitt, Marat Safin, David Nalbandian, Rafael Nadal e Novak Đoković, e alla Masters Cup di Shanghai del 2007 anche Roger Federer contro cui in precedenza aveva perso 10 volte su 10. Dopo aver perso però contro Andy Roddick e Nikolaj Davydenko è uscito di scena nel girone eliminatorio.
Nel 2008, dopo un deludente Australian Open, ha vinto in casa il titolo a Viña del Mar. Dopo aver rischiato di cedere in semifinale allo sconosciuto uruguagio Pablo Cuevas (González ha salvato due match point in tale partita) s'è aggiudicato il torneo approfittando del ritiro dell'argentino Juan Mónaco. Il 4 maggio ha vinto il titolo a Monaco di Baviera battendo 6-3 al set decisivo l'italiano Simone Bolelli.
A partire dall'aprile 2010 comincia ad accusare problemi fisici, dopo oltre un mese di pausa partecipa al Roland Garros dove doveva difendere la semifinale dell'anno precedente ma viene eliminato già al secondo turno dal numero 56 del mondo Aleksandr Dolhopolov. Decide allora di fermarsi per oltre due mesi a causa di una tendinite rotulea bilaterale, ma nella restante parte di stagione disputa solo due match conclusi con una sconfitta e un ritiro al primo turno degli US Open contro il croato Ivan Dodig, a seguito del quale sceglie di fermarsi nuovamente per operarsi all'anca riuscendo a tornare nel circuito soltanto nell'aprile 2011 al Serbia Open di Belgrado. Nel prosieguo della stagione disputa solamente qualche challenger con l'ultimo acuto al torneo di Wimbledon dove raggiunge il terzo turno, ma viene eliminato per mano di Jo-Wilfried Tsonga.
Torna nuovamente nel gennaio 2012 al Movistar Open di Viña del Mar partecipando grazie ad una wild card uscendo al secondo turno contro il brasiliano João Souza. Una settimana dopo annuncia che, dopo la partecipazione al Sony Ericsson Open di Miami si ritirerà dall'attività agonistica., in febbraio viene eliminato al primo turno al Brasil Open di São Paulo e al Copa Claro di Buenos Aires.
Il 22 marzo, dopo la sconfitta contro Nicolas Mahut al primo turno del Master 1000 di Miami, si ritira ufficialmente.

## Finali del Grande Slam (1)

### Perse (1)
| Anno | Torneo del Grande Slam     | Avversario in finale | Punteggio        |
| 2007 | Australian Open, Melbourne | Roger Federer        | 6(2)-7, 4-6, 4-6 |

## Finali ATP

### Singolare

#### Vittorie (11)
| Legenda                                      |
| Grande Slam (0)                              |
| ATP Finals (0)                               |
| Masters Series / ATP Masters 1000 (0)        |
| International Gold Series / ATP Tour 500 (0) |
| International Series / ATP Tour 250 (11)     |

| Numero | Data              | Torneo                                        | Superficie       | Avversario in finale | Punteggio             |
| 1.     | 7 maggio 2000     | U.S. Men's Clay Court Championships, Orlando  | Terra verde      | Nicolás Massú        | 6-2, 6-3              |
| 2.     | 17 febbraio 2002  | Movistar Open, Viña del Mar                   | Terra rossa      | Nicolás Lapentti     | 6-3, 6(5)-7, 7-6(4)   |
| 3.     | 29 settembre 2002 | Campionati Internazionali di Sicilia, Palermo | Terra rossa      | José Acasuso         | 5-7, 6-3, 6-1         |
| 4.     | 15 febbraio 2004  | Movistar Open, Viña del Mar (2)               | Terra rossa      | Gustavo Kuerten      | 7-5, 6-4              |
| 5.     | 16 gennaio 2005   | Heineken Open, Auckland                       | Cemento          | Olivier Rochus       | 6-4, 6-2              |
| 6.     | 24 luglio 2005    | Dutch Open, Amersfoort                        | Terra rossa      | Agustín Calleri      | 7-5, 6-3              |
| 7.     | 30 ottobre 2005   | Swiss Indoors, Basilea                        | Sintetico indoor | Marcos Baghdatis     | 6(8)-7, 6-3, 7-5, 6-4 |
| 8.     | 16 settembre 2007 | China Open, Pechino                           | Cemento          | Tommy Robredo        | 6-1, 3-6, 6-1         |
| 9.     | 3 febbraio 2008   | Movistar Open, Viña del Mar (3)               | Terra rossa      | Juan Mónaco          | w/o                   |
| 10.    | 4 maggio 2008     | BMW Open, Monaco di Baviera                   | Terra rossa      | Simone Bolelli       | 7-6(4), 6(4)-7, 6-3   |
| 11.    | 8 febbraio 2009   | Movistar Open, Viña del Mar (4)               | Terra rossa      | José Acasuso         | 6-1, 6-3              |

#### Finali perse (11)
| Legenda                                      |
| Grande Slam (1)                              |
| ATP Finals (0)                               |
| Masters Series / ATP Masters 1000 (2)        |
| International Gold Series / ATP Tour 500 (1) |
| International Series / ATP Tour 250 (6)      |

| Numero | Data            | Torneo                                | Superficie       | Avversario in finale | Punteggio        |
| 1.     | 27 ottobre 2002 | Swiss Indoors, Basilea                | Sintetico indoor | David Nalbandian     | 4-6, 3-6, 2-6    |
| 2.     | 3 agosto 2003   | Legg Mason Tennis Classic, Washington | Cemento          | Tim Henman           | 3-6, 4-6         |
| 3.     | 5 ottobre 2003  | Open de Moselle, Metz                 | Cemento indoor   | Arnaud Clément       | 3-6, 6-1, 3-6    |
| 4.     | 18 luglio 2004  | Dutch Open, Amersfoort                | Terra rossa      | Martin Verkerk       | 6(5)-7, 6-4, 4-6 |
| 5.     | 6 febbraio 2005 | Movistar Open, Viña del Mar           | Terra rossa      | Gastón Gaudio        | 3-6, 4-6         |
| 6.     | 15 ottobre 2006 | Vienna Open, Vienna                   | Cemento indoor   | Ivan Ljubičić        | 3-6, 4-6, 5-7    |
| 7.     | 22 ottobre 2006 | Mutua Madrileña Madrid Open, Madrid   | Cemento indoor   | Roger Federer        | 5-7, 1-6, 0-6    |
| 8.     | 29 ottobre 2006 | Swiss Indoors, Basilea (2)            | Sintetico indoor | Roger Federer        | 3-6, 2-6, 6(3)-7 |
| 9.     | 28 gennaio 2007 | Australian Open, Melbourne            | Cemento          | Roger Federer        | 6(2)-7, 4-6, 4-6 |
| 10.    | 13 maggio 2007  | Internazionali BNL d'Italia, Roma     | Terra rossa      | Rafael Nadal         | 2-6, 2-6         |
| 11.    | 17 agosto 2008  | Giochi Olimpici, Pechino              | Cemento          | Rafael Nadal         | 3-6, 6(2)-7, 3-6 |

### Doppio

#### Vittorie (3)
| Legenda                                      |
| Grande Slam (0)                              |
| ATP World Tour Finals (0)                    |
| Masters Series / ATP Masters 1000 (0)        |
| Giochi olimpici (1)                          |
| International Gold Series / ATP Tour 500 (0) |
| International Series / ATP Tour 250 (2)      |

| Numero | Data            | Torneo                                       | Superficie       | Compagno         | Avversari in finale             | Punteggio                  |
| 1.     | 21 agosto 2004  | Giochi Olimpici, Atene                       | Cemento          | Nicolás Massú    | Nicolas Kiefer Rainer Schüttler | 6-2, 4-6, 3-6, 7-6(7), 6-4 |
| 2.     | 10 aprile 2005  | Open de Tenis Comunidad Valenciana, Valencia | Terra rossa      | Martín Rodríguez | Lucas Arnold Ker Mariano Hood   | 6-4, 6-4                   |
| 3.     | 30 ottobre 2005 | Swiss Indoors, Basilea                       | Sintetico indoor | Agustín Calleri  | Stephen Huss Wesley Moodie      | 7-5, 7-5                   |

#### Finali perse (1)
| Legenda                                      |
| Grande Slam (0)                              |
| ATP Finals (0)                               |
| Masters Series / ATP Masters 1000 (0)        |
| Giochi olimpici (0)                          |
| International Gold Series / ATP Tour 500 (0) |
| International Series / ATP Tour 250 (1)      |

| Numero | Data           | Torneo                 | Superficie  | Compagno      | Avversari in finale      | Punteggio |
| 1.     | 24 luglio 2005 | Dutch Open, Amersfoort | Terra rossa | Nicolás Massú | Martín García Luis Horna | 4-6, 4-6  |

### Risultati in progressione
| Sigla | Risultato                        |
| ----- | -------------------------------- |
| V     | Vincitore                        |
| F     | Finalista                        |
| SF    | Semifinalista                    |
| QF    | Quarti di Finale                 |
| 4T    | Quarto turno                     |
| 3T    | Terzo turno                      |
| 2T    | Secondo turno                    |
| 1T    | Primo turno                      |
| RR    | Round Robin (World Finals)       |
| LQ    | Turno di Qualifica (Grande Slam) |
| A     | Assente                          |

| Legenda superfici    |
| Cemento              |
| Terra rossa          |
| Erba                 |
| Superficie variabile |

| Torneo                                     | Torneo                        | 1999 | 2000 | 2001 | 2002 | 2003 | 2004 | 2005 | 2006 | 2007 | 2008 | 2009 | 2010 | 2011 | 2012 | Titoli | V-S   |
| Grande Slam                                |                               |      |      |      |      |      |      |      |      |      |      |      |      |      |      |        |       |
| Australian Open, Melbourne                 | Australian Open, Melbourne    | A    | A    | 1T   | 4T   | 2T   | 1T   | 3T   | 1T   | F    | 3T   | 4T   | 4T   | A    | A    | 0 / 10 | 20–10 |
| Roland Garros, Parigi                      | Roland Garros, Parigi         | A    | A    | 2T   | 3T   | QF   | 1T   | 3T   | 2T   | 1T   | QF   | SF   | 2T   | A    |      | 0 / 10 | 20–10 |
| Wimbledon, Londra                          | Wimbledon, Londra             | A    | A    | A    | 2T   | 1T   | 3T   | QF   | 3T   | 3T   | 2T   | 3T   | A    | 3T   |      | 0 / 9  | 16–9  |
| US Open, New York                          | US Open, New York             | A    | 2T   | A    | QF   | 3T   | 1T   | 3T   | 3T   | 1T   | 4T   | QF   | 1T   | 1T   |      | 0 / 11 | 18–11 |
| Titoli                                     | Titoli                        | 0    | 0    | 0    | 0    | 0    | 0    | 0    | 0    | 0    | 0    | 0    | 0    | 0    |      | 0 / 40 | N/A   |
| Vittorie-Sconfitte                         | Vittorie-Sconfitte            | 0–0  | 0–1  | 1–2  | 10–4 | 7–4  | 1–4  | 10–4 | 5–4  | 8–4  | 10–4 | 14–4 | 4–4  | 2–1  | 0–0  | N/A    | 72–40 |
| Tennis Masters Cup / ATP World Tour Finals |                               |      |      |      |      |      |      |      |      |      |      |      |      |      |      |        |       |
| ATP World Tour Finals, Londra              | ATP World Tour Finals, Londra | A    | A    | A    | A    | A    | A    | RR   | A    | RR   | A    | A    | A    | A    |      | 0 / 2  | 2–3   |
| Titoli                                     | Titoli                        | 0    | 0    | 0    | 0    | 0    | 0    | 0    | 0    | 0    | 0    | 0    | 0    | 0    |      | 0 / 2  | N/A   |
| Vittorie-Sconfitte                         | Vittorie-Sconfitte            | -    | -    | -    | -    | -    | -    | 1-1  | -    | 1-2  | -    | -    | -    | -    | -    | N/A    | 2-3   |